# آناصوفيا روب
آناصوفيا روب (بالإنجليزية: AnnaSophia Robb)‏ (8 ديسمبر 1993 -) هي ممثلة وعارضة أزياء ومغنية أمريكية.

## حياتها ونِشأتها
من مواليد 8 ديسمبر 1993 في دنفر، كولورادو، الولايات المتحدة ظهرت للنجومية في 2005 لدورها في تشارلي ومصنع الشوكولاتة. في 2007 تلقت إشادة كبيرة من النقاد لدورها في فيلم الفنتازيا جسر إلى تيرابيثيا. ظهرت آناصوفيا في أفلام أخرى مثل سباق إلى جبل الساحرة (2009) وعزيمة متزلجة (2011) وفي الخلف تماما (2013). وتجسد حالياً الدور الرئيسي في مسلسل يوميات كاري، الذي بدء عرضه في يناير 2013.

## النشأة
وُلدت آنا صوفيا في دنفر في كولورادو، وكانت الطفلة الوحيدة لجانيت (وهي مصممة ديكور داخلي) وديفيد روب (مهندس معماري). سميت على اسم جدتها لأمها آنا صوفي وجدتها لأبها آنا ماري. تنحدر آنا صوفيا من أصول دنماركية وإنجليزية وأيرلندية واسكتلندية وسويدية. نشأت في منزل مسيحي متدين ودرست في المنزل. بدأت تهتم بالتمثيل وبالأداء أمام الناس على خشبة مسرح الكنيسة. تنافست في الرقص والجمباز لمدة أربع سنوات ونصف ، لكنها توقفت لكي تركز على التمثيل. التحقت بمدرسة أراباهو الثانوية في سينتينيال، كولورادو وتخرجت في عام 2012.

## أعمالها
| سنة   | عنوان                              | دور                | ملاحظات                          |
| ----- | ---------------------------------- | ------------------ | -------------------------------- |
| 2004  | Drake & Josh                       | Liza               | حلقة: "Number One Fan"           |
| 2004  | Samantha: An American Girl Holiday | سمانثا باركنتن     | فيلم تلفزيوني                    |
| 2005  | Because of Winn-Dixie              |                    |                                  |
| 2005  | Charlie and the Chocolate Factory  | فايلوت             |                                  |
| 2006  | Danny Phantom                      | (صوت)              | حلقة: "Kindred Spirits"          |
| 2007  | Bridge to Terabithia               | ليزلي بيرك         |                                  |
| 2007  | The Reaping                        | لورين ماكونيل      |                                  |
| 2007  | Have Dreams, Will Travel           | كاسي               |                                  |
| 2008  | Sleepwalking                       | تارا ريدي          |                                  |
| 2008  | Jumper                             | ميلي هاريس الصغيرة |                                  |
| 2008  | Spy School                         | جاكي هوفمان        |                                  |
| 2009  | Race to Witch Mountain             | سارة               |                                  |
| 2010  | The Space Between                  | سمانثا             |                                  |
| 2011  | Soul Surfer                        | بيثاني هاملتون     |                                  |
| 2013  | The Way Way Back                   | سوزانا             |                                  |
| 2013– | The Carrie Diaries                 | كاري برادشو        | مسلسل تلفزيوني; الشخصية الرئيسية |
| 2013  | Khumba                             | تومبي (صوت)        |                                  |
| 2014  | Robot Chicken                      | ياسمين (صوت)       | حلقة: "Catdog on a Stick"        |
| 2014  | A Conspiracy on Jekyll Island      | كريسون كليفتون     |                                  |
| 2014  | Jack of the Red Hearts             | جاك                |                                  |
| 2020  | كلمات على جدران الحمام             | ريبيكا             |                                  |

## روابط خارجية
- آناصوفيا روب على موقع IMDb (الإنجليزية)
- آناصوفيا روب على موقع ميتاكريتيك (الإنجليزية)
- آناصوفيا روب على موقع روتن توميتوز (الإنجليزية)
- آناصوفيا روب على موقع قاعدة بيانات الأفلام العربية
- آناصوفيا روب على موقع ألو سيني (الفرنسية)
- آناصوفيا روب على موقع ميوزك برينز (الإنجليزية)
- آناصوفيا روب على موقع تيرنر كلاسيك موفيز (الإنجليزية)
- آناصوفيا روب على موقع أول موفي (الإنجليزية)
- آناصوفيا روب على موقع بوكس أوفيس موجو (الإنجليزية)
- آناصوفيا روب على موقع قاعدة بيانات الأفلام السويدية (السويدية)